# Новое (Новомосковский район)
Новое (укр. Нове) — село, Николаевский сельский совет, Новомосковский район, Днепропетровская область, Украина.
Код КОАТУУ — 1223284004. Население по переписи 2001 года составляло 312 человек .

## Географическое положение
Село Новое находится в 2,5 км от левого берега реки Кильчень, в 2-х км от сёл Королёвка и Сичкаревка (Магдалиновский район).
Через село проходит автомобильная дорога Т-0413.